# Haji Kusa
Haji Kusa (tiếng Ả Rập: حاجي كوسة; tiếng Kurd: Hacikose) là một ngôi làng ở phía bắc tỉnh Aleppo, miền bắc Syria. Nó nằm trong một khu vực dân cư thưa thớt, khoảng 18 km (11 mi) phía đông al-Rai, 22 km (14 mi) phía đông bắc của al-Bab và 27 km (17 mi) phía tây Manbij. Về mặt hành chính của Nahiya al-Rai ở quận al-Bab, ngôi làng có dân số 1.011 theo điều tra dân số năm 2004. Vào ngày 12 tháng 11 năm 2016, Haji Kusa đã bị Quân đội Syria Tự do do Thổ Nhĩ Kỳ hậu thuẫn bắt giữ từ ISIS.